# Ивановский Остров
Ивановский Остров — деревня в Староладожском сельском поселении Волховского района Ленинградской области.

## История
На карте Санкт-Петербургской губернии Ф. Ф. Шуберта 1834 года упоминается деревня Иванов Остров, состоящая из 24 крестьянских дворов.

ИВАНСКИЙ ОСТРОВ — деревня принадлежит Казённому ведомству, число жителей по ревизии: 56 м. п., 62 ж. п. (1838 год)

На карте профессора С. С. Куторги 1852 года деревня отмечена как Ивановской Остров.

ИВАНОВСКИЙ ОСТРОВ — деревня Ведомства государственного имущества, по просёлочной дороге, число дворов — 24, число душ — 60 м. п. (1856 год)

ИВАНОВСКИЙ ОСТРОВ — деревня казённая при реке Волхове и колодцах, число дворов — 24, число жителей: 54 м. п., 84 ж. п.; Часовня православная. (1862 год)

Сборник Центрального статистического комитета описывал её так:

ИВАНОВСКИЙ ОСТРОВ — деревня бывшая государственная, дворов — 29, жителей — 113; Часовня, лавка. (1885 год)

Согласно епархиальным сведениям 1899 года деревня относилась к приходу Алексеевской церкви при Успенском женском монастыре (Успения Пресвятой Богородицы) в селе Старая Ладога.
В конце XIX века деревня административно относилась к Михайловской волости 1-го стана Новоладожского уезда Санкт-Петербургской губернии, в начале XX века — 2-го стана.
По данным «Памятной книжки Санкт-Петербургской губернии» за 1905 год деревня называлась Ивановский-Остров.
Согласно военно-топографической карте Петроградской и Новгородской губерний издания 1915 года деревня называлась Ивановский (Остров).
С 1917 по 1919 год деревня входила в состав Иваноостровского сельсовета Михайловской волости Новоладожского уезда.
С 1919 года в составе Октябрьской волости Волховского уезда.
С 1924 года в составе Староладожского сельсовета.
С 1926 года вновь в составе Иваноостровского сельсовета. Согласно данным переписи населения СССР 1926 года в деревне Ивановский Остров проживали 130 человек — все русские.
С 1927 года в составе Волховского района.
С 1928 года вновь в составе Староладожского сельсовета.
По данным 1933 года деревня называлась Ивановка и входила в состав Староладожского сельсовета Волховского района.
В 1939 году население деревни составляло 155 человек.

План деревни Ивановский Остров. 1941 год

Согласно топографической карте РККА 1941 года деревня насчитывала 22 двора. 
В 1958 году население деревни составляло 89 человек.
По данным 1966, 1973 и 1990 годов деревня Ивановский Остров также входила в состав Староладожского сельсовета.
В 1997 году в деревне Ивановский Остров Староладожской волости проживали 128 человек, в 2002 году — 129 человек (русские — 98 %).
В 2007 году в деревне Ивановский Остров Староладожского СП — 116.

## География
Деревня расположена в северо-западной части района на автодороге 41А-006 (Зуево — Новая Ладога). К востоку и смежно расположена деревня Велеша.
Расстояние до административного центра поселения — 3 км.
Расстояние до ближайшей железнодорожной станции Волховстрой I — 16 км.
Деревня находится на левом берегу реки Волхов, к северо-востоку от центра поселения села Старая Ладога.

## Демография
| 1862 | 2007 | 2010 | 2017 |
| ---- | ---- | ---- | ---- |
| 138  | ↘116 | ↗119 | ↘101 |

### Национальный состав
Согласно данным Всероссийской переписи населения 2021 года в деревне проживали 116 человек, из них русские — 115, другие национальности — 1 человек.